# استرو (فلم 2018)
أسطورة كبيرة (بالإنجليزية: Big Legend) هو فيلم أمريكي تم عرضه في 8 يونيو 2018

## القصة
قصة خيال علمي عن برنامج استكشاف خاص للملياردير يعود إلى الأرض مع اختطاف خارج كوكب الأرض من كوكب غريب تم اكتشافه حديثًا.